# Просто Мария
„Просто Мария“ (на испански: Simplemente María) е мексиканска теленовела, режисирана от Беатрис Шеридан и продуцирана от Валентин Пимстейн за Телевиса през 1989-1990 г. Това е мексиканска версия на оригиналната перуанска теленовела Просто Мария, създадена от аржентинската писателка Селия Алкантара.
Главните персонажи са поверене на Виктория Руфо, Мануел Савал, Хайме Гарса, и в ролята на отрицателния персонаж влиза актрисата Габриела Голдсмит. Специално участие взема първата актриса Силвия Дербес.

## Сюжет
Мария е простодушна и наивна селска девойка. Тя пристига в големия град, за да си намери работа, която би ѝ помогнала да издържа себе си и семейството си, което е останало на село. Скоро момичето се запознава с богаташа Хуан Карлос Вияр и двамата се влюбват един в друг. Семейството на Хуан Карлос е категорично против връзката му с нея. Неспособен да се противопостави на роднините си, Хуан Карлос избягва, когато разбира, че Мария е бременна.
С помощта на приятелката си Рита Мария се запознава с учителя Виктор Кареньо, който се влюбва в момичето, но Мария е огорчена, сърцето ѝ е разбито и тя не желае повече да се влюбва, за да не страда.
Минават години. Мария става известна моделиерка, а синът ѝ Хосе Игнасио учи в юридически факултет. Един ден в университета Хосе Игнасио се запознава с очарователната Лаура и двамата се влюбват. Но, когато Хосе Игнасио разбира, че Лаура е от семейство дел Вияр, което преди години е отхвърлило майка му и него, зарязва момичето. По същото време Лаура разбира, че е бременна и избягва от дома си, за да не може да я намери майка ѝ Лорена и да я принуди да направи аборт. Хосе Игнасио намира любимата си и двамата се женят, но Лорна стреля по момчето пред очите на собствената си дъщеря и това предизвика преждевременно раждане на Лаура. Лаура умира, а Хосе Игнасио обвинява малката Мария за смъртта на жена си.

## Актьори
Съкратен актьорски състав:
- Виктория Руфо – Мария Лопес де Кареньо
- Мануел Савал – Хуан Карлос дел Вилар
- Хаиме Гарса – Виктор Кареньо
- Габриела Голдсмит – Лорена Консепсион дел Вилар/ Пилар Давила / Бетина Роси / Г-жа Шарло / Лусия Дуран / Сестра Суплисио
- Тоньо Маури – Хосе Игнасио Лопес
- Силвия Дербес – Матилде Кареньо
- Марсело Букет – Фернандо Торес
- Давид Остроски – Родриго де Пенялверт
- Анхелика Ривера – Исабела де Пенялверт де Лопес
- Алехадро Арагон – Диего Лопес

## Адаптации
- Теленовелата Просто Мария (Аржентина, 1967) с Ирма Рой, Алберто Агибай, Родолфо Салерно.
- Теленовелата Просто Мария (Перу, 1969) със Саби Камалич, Рикардо Блуме, Браулио Кастилио.
- Теленовелата Просто Мария (Бразилия, 1970) с Бенхамин Катан, Йона Магалхаес, Карлос Алберто.
- Теленовелата Просто Мария (Венецуела, 1972) с Кармен Хулия Алварес, Едуардо Серано, Хосе Луис Родригес.
- Теленовелата Rosa de Lejos (Аржентина, 1980) с Леонор Бендето, Хуан Карлос Дуал.
- Теленовелата Просто Мария (Мексико, 2015) с Клаудия Алварес, Хосе Рон.

## „Просто Мария“ в България
В България сериалът е излъчен през 1996 г. по телевизия 7 дни, с български дублаж, в който участват актьорите Даниела Горанова, Илиана Китанова, Даниела Бора, Светослав Тодоров, Здравко Методиев и Димитър Герасимов.